# Pekuy
Pekuy est une commune située dans le département de Sanaba de la province des Banwa au Burkina Faso.